# Ángel Sanabria
Ángel David Sanabria Álvarez (Cobán, 26 luglio 1984) è un ex calciatore guatemalteco, di ruolo difensore.

## Caratteristiche tecniche
Terzino sinistro, poteva essere schierato anche come esterno sinistro.

## Carriera

### Nazionale
Ha debuttato in Nazionale il 18 luglio 2004, nell'amichevole Guatemala-El Salvador (1-0). Ha partecipato, con la Nazionale, alla CONCACAF Gold Cup 2005. Ha collezionato in totale, con la maglia della Nazionale, 35 presenze.